# Territirritia tya
Territirritia tya är en insektsart som beskrevs av Rentz, D.C.F. och Y. Su 1996. Territirritia tya ingår i släktet Territirritia och familjen syrsor. Inga underarter finns listade i Catalogue of Life.